# لوبو (ملحن)
لوبو (بالإنجليزية: Lobo)‏ هو مغني وملحن ومغن مؤلف أمريكي، ولد في 31 يوليو 1943 في تالاهاسي في الولايات المتحدة.

## وصلات خارجية
- الموقع الرسمي
- لوبو على موقع IMDb (الإنجليزية)
- لوبو على موقع ميوزك برينز (الإنجليزية)
- لوبو على موقع أول ميوزيك (الإنجليزية)
- لوبو على موقع ديسكوغز (الإنجليزية)